# شلال لانجفوسن
شلال لانجفوسن (بالإنجليزية: Langfossen)‏ شلال واقع في بلدية إتن (بالإنجليزية: Etne)‏ في غرب النرويج. إنّ السقوط الكليَّ للشلال يبلغ حوالي 600 متر، عندما ينحدر إلى أكرافيجوردين. الطريق الأوروبي إي 134 يمتد على طول قاعدة الشلال، مما يجعل الوصول إلى الشلال سهل جداً. أعلنت قاعدة بيانات الشلالات العالمية هذا الشلال ك«أحد أفضل الشلالات في العالم».